# Erdőkertes
Erdőkertes är en ort i Ungern.   Den ligger i provinsen Pest, i den centrala delen av landet, 28 km nordost om huvudstaden Budapest. Erdőkertes ligger 210 meter över havet och antalet invånare är 5 996.
Terrängen runt Erdőkertes är platt. Runt Erdőkertes är det tätbefolkat, med 369 invånare per kvadratkilometer. Närmaste större samhälle är Gödöllő, 9,2 km söder om Erdőkertes. Omgivningarna runt Erdőkertes är en mosaik av jordbruksmark och naturlig växtlighet.